# Mahudha
Mahudha è una suddivisione dell'India, classificata come municipality, di 15.780 abitanti, situata nel distretto di Kheda, nello stato federato del Gujarat. In base al numero di abitanti la città rientra nella classe IV (da 10.000 a 19.999 persone).

## Geografia fisica
La città è situata a 22° 49' 0 N e 72° 55' 60 E e ha un'altitudine di 36 m s.l.m..

## Società

### Evoluzione demografica
Al censimento del 2001 la popolazione di Mahudha assommava a 15.780 persone, delle quali 8.188 maschi e 7.592 femmine. I bambini di età inferiore o uguale ai sei anni assommavano a 1.812, dei quali 969 maschi e 843 femmine. Infine, coloro che erano in grado di saper almeno leggere e scrivere erano 10.846, dei quali 6.398 maschi e 4.448 femmine.